# Schloss Groß Gohlau
Schloss Groß Gohlau (polnisch Pałac w Gałowie) ist ein Schloss aus dem 18. Jahrhundert in Gałów, Gmina Miękinia im niederschlesischen Powiat Średzki (Kreis Neumarkt) in Polen.

## Geschichte
Das Schloss ist urkundlich 1561 als Besitz der Seydlitz erwähnt. Eine Ansicht von 1780 überliefert das damalige Aussehen des Schlosses. In den Jahren 1754 und 1787 weilte Friedrich der Große im Ort.
An der Fassade der Ruine finden sich noch die Wappen der Roeder und der Bonin. Der heutige Schlossbau geht auf 1874 zurück. Zu Beginn des 20. Jahrhunderts wurde er Bau umgestaltet.
In den 1970er Jahren war das Gebäude teilweise bewohnt und wurde von einer PGR genutzt. Im Jahr 1998 führte ein Brandanschlag auf das Dach zur völligen Zerstörung des Schlosses.

## Schlosskomplex
Zum Schlosskomplexes gehören auch ein Park aus der zweiten Hälfte des 19. Jahrhunderts, das Nebengebäude I, Nr. 59 D, aus dem 19. und 20. Jahrhundert, und das Nebengebäude II, Nr. 59 C, vom Anfang des 20. Jahrhunderts.